# Lobelia monostachya
Lobelia monostachya är en klockväxtartart som först beskrevs av Joseph Rock och som fick sitt nu gällande namn av Thomas G. Lammers.
Lobelia monostachya ingår i släktet lobelior och familjen klockväxter. IUCN kategoriserar arten globalt som akut hotad. Inga underarter finns listade i Catalogue of Life.